# Пролісний (зупинний пункт)
Пролі́сний — залізничний пасажирський зупинний пункт Куп'янської дирекції Південної залізниці.
Розташований у смт Чкаловське, Чугуївський район, Харківської області на лінії Коробочкине — Куп'янськ-Вузловий між станціями Шевченкове-Південне (18 км) та Гракове (5 км).
Станом на травень 2019 року щодоби шість пар приміських електропоїздів здійснюють перевезення за маршрутом Куп'янськ-Південний — Гракове/Харків-Пасажирський.